# Esparta (província)
Esparta (em turco: Isparta) é uma província do centro-sudoeste da Turquia, situada na região do Mediterrâneo, com capital na cidade homónima. Tem 8 946 km² de área e em dezembro de 2021 tinha 445 678 habitantes (densidade: 49,8 hab./km²).